# Selago decipiens
Selago decipiens är en flenörtsväxtart som beskrevs av Ernst Meyer. Selago decipiens ingår i släktet Selago och familjen flenörtsväxter. Inga underarter finns listade i Catalogue of Life.